# افسانه مشایخی بشلاس
افسانه مشایخی بشلوس (زاده ۲۸ ژوئیه ۱۹۵۶) یک اقتصاددان، تاجر و کارآفرین ایرانی-آمریکایی است. او مدیرعامل RockCreek است، یک شرکت سرمایه‌گذاری که در سال ۲۰۰۳ تأسیس کرد.

## تحصیلات
افسانه در ایران از خانواده محمد و اشرف مشایخی به دنیا آمد.
بشلاس ام فیل. در اقتصاد را از کالج سنت آنتونی، آکسفورد دریافت کرد.

## حرفه
بشلوس اقتصاد بین‌الملل را در آکسفورد تدریس کرد، سپس در جی‌پی مورگان و بانک جهانی کار کرد، که در آن خزانه‌دار و مدیر ارشد سرمایه‌گذاری شد. او برای مدت کوتاهی بانک را ترک کرد تا به رویال داچ شل بپیوندد.
بشلوس سپس از اداره کنندگان و شریکان گروه کارلایل و رئیس مدیریت دارایی کارلایل بود تا این که شرکت خود را راه اندازی کرد. او عضو سابق هیئت مدیره تمپل-اینلند و شرکت املاک تجاری AMB Property Corporation (اکنون Prologis) است. او یکی از نویسندگان کتاب اقتصاد گاز طبیعی (آکسفورد) است و مقالات متعددی در مجلات نوشته‌است. او به دولت‌ها، بانک‌های مرکزی و سازمان‌های نظارتی در مورد سیاست‌های عمومی و مالی مشاوره می‌دهد.

## فعالیتهای دیگر
- شورای روابط خارجی، عضو هیئت مدیره[۵]
- بنیاد پی‌بی‌اس، رئیس هیئت امنا (از سال 2020)[۶]
- انجمن نشنال جئوگرافیک، عضو هیئت امناء (از سال 2019)[۷]
- صلیب سرخ آمریکا، عضو هیئت امناء (از سال 2013)[۸]
- کمیته برتون وودز، عضو هیئت مدیره[۹]
- اتحاد جهانی برای واکسن و ایمن‌سازی (GAVI)، عضو هیئت مدیره[۴]
- موسسه مطالعات پیشرفته در پرینستون، نیوجرسی، عضو هیئت امناء
- مؤسسه منابع جهانی، عضو هیئت امناء
- بنیاد جهانی وب، رئیس سابق هیئت مدیره[۱۰]
- صندوق برادران راکفلر، عضو سابق کمیته سرمایه‌گذاری
- بنیاد استعماری ویلیامزبرگ، عضو سابق هیئت امناء
- بنیاد فورد، عضو سابق هیئت امنا و رئیس کمیته سرمایه‌گذاری
- مؤسسه شهری، عضو سابق هیئت امناء

## زندگی شخصی
بشلوس با مایکل بشلاس مورخ ریاست جمهوری ازدواج کرده‌است.